# Hydrillodes norfolki
Hydrillodes norfolki är en fjärilsart som beskrevs av Holloway 1977. Hydrillodes norfolki ingår i släktet Hydrillodes och familjen nattflyn. Inga underarter finns listade i Catalogue of Life.